# Milena Stojczewa
Milena Iwanowa Stojczewa (bułg. Милена Иванова Стойчева; ur. 4 marca 1967 w Warnie) – bułgarska menedżer i wykładowczyni, w latach 2023–2024 minister innowacji i wzrostu.

## Życiorys
Absolwentka Uniwersytetu Sofijskiego im. św. Klemensa z Ochrydy, kształciła się również na Pennsylvania State University oraz Uniwersytecie Kalifornijskim w Berkeley. Obejmowała różne stanowiska menedżerskie w organizacjach, instytucjach i przedsiębiorstwach, zajmując się kwestiami cyfryzacji, rozwoju szkolnictwa wyższego i upowszechniania startupów w Bułgarii. Pełniła funkcję dziekana do spraw studenckich na Uniwersytecie Amerykańskim w Bułgarii. Była wykładowczynią w Europejskim Instytucie Innowacji i Technologii. Odpowiadała za strategię innowacji i transformacji w inicjatywie EIT Culture & Creativity. Objęła stanowisko dyrektora wykonawczego bułgarskiego zrzeszenia wchodzącego w skład międzynarodowej organizacji Junior Achievement, zajmującej się edukacją ekonomiczną młodzieży.
W czerwcu 2023 powołana na urząd ministra innowacji i wzrostu w rządzie Nikołaja Denkowa. Stanowisko to zajmowała do kwietnia 2024.